# 마이클 W. 스미스

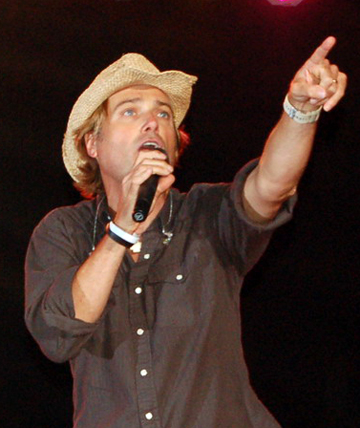
마이클 W. 스미스

마이클 휘태커 스미스(Michael Whitaker Smith, 1957년 10월 7일 ~ )는 그래미 상을 받은 미국의 싱어송라이터, 작곡가, 배우이다. 그는 현대 기독교 음악에서 가장 영향력 있는 아티스트 가운데 한 명이다. 또, 스미스는 주류가 되는 음악 산업에서 상당한 성공을 거두고 있다. 1978년 데뷔하여 지금까지 40년간 그래미 상을 세 번 받았으며, 40개의 도브상을 거머쥐었다.
이러한 가운데 그는 13,000,000개가 넘는 음반을 팔았다. 또, 아메리칸 뮤직 어워드를 받았으며 《피플》 지에서 "가장 아름다운 사람들" 가운데 한 명으로 이름을 올리기도 하였다.
- 내한공연

2005년 7월 3일 잠실체조경기장

2015년 11월 15일 고려대화정체육관